# Шимановиці-Дужі
Шимановиці-Дужі (пол. Szymanowice Duże) — село в Польщі, у гміні Собене-Єзьори Отвоцького повіту Мазовецького воєводства.
Населення — 239 осіб (2011).
У 1975-1998 роках село належало до Седлецького воєводства.

## Демографія
Демографічна структура станом на 31 березня 2011 року:
|          | Загалом | Допрацездатний вік | Працездатний вік | Постпрацездатний вік |
| -------- | ------- | ------------------ | ---------------- | -------------------- |
| Чоловіки | 125     | 22                 | 81               | 22                   |
| Жінки    | 114     | 19                 | 62               | 33                   |
| Разом    | 239     | 41                 | 143              | 55                   |